# 石原健次
石原 健次（いしはら けんじ、1969年7月29日 - ）は兵庫県出身の放送作家である。

## 経歴・人物
東海大学在学中の1990年に増本庄一郎、高野信宏とともにお笑いトリオ「インパクト」を結成。1999年に解散。『極楽とんぼのとび蹴りゴッデス』で放送作家に転身。放送作家として、主にテレビ番組の構成を手掛けている。
2010年、第2回沖縄国際映画祭で、最高賞となる審査員特別賞ゴールデンシーサー賞長編プログラム「“Laugh部門”海人賞グランプリ」の2冠を果たした、森三中の黒沢かずこが主演する映画『クロサワ映画』の脚本を担当する。
放送作家になったのはなりゆきであり、インパクト時代にマッコイ斎藤がパーソナリティーを務めていたSHIBUYA-FMの番組に呼ばれたのがきっかけ。その後、極楽とんぼ・加藤浩次から連絡があり、マッコイ演出の『極楽とんぼのとび蹴りゴッデス』にアイデア出しとして参加。テレビ局に入るための肩書として放送作家を名乗った。後に日本テレビ・高橋利之にこのことを話すと、加藤の優しさだと言われたという。

## 主な担当番組

### レギュラー番組
- 嗚呼!!みんなの動物園（日本テレビ）
- カクエキ!（テレビ朝日）
- 行列のできる相談所（日本テレビ）
- 櫻井・有吉THE夜会（TBSテレビ）
- なるみ・岡村の過ぎるTV（朝日放送）
- ヒルナンデス!（日本テレビ）※ブレーン

### 特別番組
- FNS27時間テレビ（フジテレビ）
- 好きになった人（日本テレビ）

## 過去の担当番組
- 明石家ウケんねん物語（フジテレビ）
- 明石家さんまのフジテレビ大反省会（フジテレビ）
- 明石家マンション物語（フジテレビ）
- 初詣!爆笑ヒットパレード（フジテレビ）
- アドレな!ガレッジ（テレビ朝日）
- 梅沢富美男のズバッと聞きます!（フジテレビ）
- エブナイ（フジテレビ）
- M-1グランプリ（朝日放送）
- エンタの神様（日本テレビ）
- オモバカ8（フジテレビ）
- 金のA様×銀のA様（日本テレビ）
- 業界トップニュース（テレビ朝日）
- 巨人中毒（日本テレビ）
- Gallage Vanguard（テレビ朝日）
- 激論!どっちマニア（テレビ朝日）
- 極楽とんぼのとび蹴りヴィーナス→ゴッデス（テレビ朝日）
- 極楽とんぼのバスコーンだろ!（テレビ朝日）
- サタデー・ナイト・ライブ JPN（フジテレビ、第2・3・5回を担当）
- なかよしテレビ（フジテレビ）
- 24時間テレビ 「愛は地球を救う」（日本テレビ）
- サバコン（日本テレビ）
- さんまの笑顔映像グランプリ（フジテレビ）
- しあわせの素（フジテレビ）
- ジャンプ!○○中（フジテレビ）
- シャル・ウィ・ダンス?～オールスター社交ダンス選手権～（日本テレビ）
- 女子アナスペシャル（フジテレビ）
- ～ジョーデキ!POP COMPANY～POP屋（フジテレビ）
- スリルな夜「イケメン合衆国」（フジテレビ）
- CHIMPAN NEWS CHANNEL（フジテレビ）
- 鶴の間（日本テレビ）
- 天才!志村どうぶつ園（日本テレビ）
- 謎を解け!まさかのミステリー（日本テレビ）
- プリティガレッジ（日本テレビ）
- ビンゴクイズ25（日本テレビ）
- フジテレビに出たい人TV（フジテレビ）
- フジリコ（読売テレビ）
- 松本人志・中居正広VS日本テレビ（日本テレビ）
- 学べる!!ニュースショー!（テレビ朝日）
- マニュアル劇団（テレビ朝日）
- Music Lovers（日本テレビ）
- リチャードホール（フジテレビ）
- ロバートホール水（フジテレビ）
- WORLD DOWNTOWN（フジテレビ）
- 笑いの金メダル（朝日放送）
- ワンナイR&R（フジテレビ）
- バナナマンの決断までのカウントダウン→バナナマンの決断は金曜日!（フジテレビ）
- LIVE MONSTER（日本テレビ）
- 笑神様は突然に…（日本テレビ）
- ナニコレ珍百景（テレビ朝日）
- 巷のリアルTV カミングアウト!（フジテレビ）
- SMAP×SMAP（関西テレビ・フジテレビ）
- 中居のかけ算（フジテレビ）
- 日テレ系音楽の祭典 ベストアーティスト（日本テレビ）
- お願い!ランキング（テレビ朝日）
- バイキング（フジテレビ）※金曜日担当
- ウチのガヤがすみません!（日本テレビ）
- おしゃれイズム（日本テレビ）
- 日本人の3割しか知らないこと くりぃむしちゅーのハナタカ!優越館（テレビ朝日）
- アウト×デラックス（フジテレビ）
- 今夜くらべてみました（日本テレビ）
- 人生が変わる1分間の深イイ話（日本テレビ）
- MUSIC BLOOD（日本テレビ）
- キスマイBUSAIKU!?（フジテレビ]
- ゴリエと申します。（フジテレビ）
- 裸の少年（テレビ朝日）

など

## ドラマ脚本
- ドリームメーカーTV（現TV☆Lab）FILE No.34『1minutes』「待ち合わせ」（BSフジ、2004年3月14日 - 29日に、再放送含め計6回放送）
- スリルな夜「子育ての天才」（フジテレビ、2007年4月13日 - 6月22日）
  - 石原は（2回、4回、6回、8回、10回）を担当。松井洋介（1回、3回、5回、7回、9回、11回）との共同脚本。
- 0号室の客（フジテレビ、2009年10月23日 - 2010年4月）

## 映画脚本
- クロサワ映画（2010年、第2回沖縄国際映画祭出品作品）
- クロサワ映画2011〜笑いにできない恋がある〜（2011年）

## 舞台脚本
※インパクト単独ライブは除く。
- ピカレスク（1999年3月15日、下北沢駅前劇場）
  - 出演：チープスープ / 品川庄司 / ハローバイバイ / 森三中
  - ゲスト：ペナルティ脇田 / ガレッジセールゴリ / インパクト増本
- ピカレスク2（1999年4月15日、下北沢北沢タウンホール）
  - 出演：チープスープ / 品川庄司 / ハローバイバイ / 森三中
  - ゲスト：まちゃまちゃ / ツインカム島根 / サブミッションズ前田 / ゴッツインゲスト菊池 / トランジスタタイム石井
- ピカレスク3（1999年5月20日、下北沢北沢タウンホール）
  - 出演：チープスープ / 品川庄司 / ハローバイバイ / 森三中
  - ゲスト：インパクト / ツインカム森永 / サブミッションズ前田 / ゴッツインゲスト菊池 / トランジスタタイム石井
- ドン・ピカローネ（2002年1月7日8日、中野ザ・ポケット）
  - 出演：ハローバイバイ / 森三中 / カラテカ入江
  - ゲスト：ペナルティ脇田
- れ・り・びぃ〜Let it be〜WAKUプロデュースVol.6 Program2『herself』
  - 構成・演出：渡辺菜生子
  - 出演：チープスープ衛藤 / 増本庄一郎 / TARAKO / ゆうほ 他
- ガレッジセールのhand!!「城組と暁組」（2008年7月12日・13日、全労済ホールスペース・ゼロ）
  - ガレッジセール with てててベイビーズ（森三中大島、あべこうじ、犬の心池谷、ジャングルポケット斎藤、チーモンチョーチュウ菊地、来八小林、キューティーブロンズ先川、スローテンポ橋本、ロングヘアーひろた勇気、うどん瀬山、パンプキンズ、有閑マダム、チョッパーMASA、力）、倉科カナ、市川惠理、回替わりシークレットゲスト（宮川大輔、バナナマン、ココリコ田中直樹）
- 0号室の客～帰ってきた男～（2010年11月・12月、東京グローブ座 / サンケイホールブリーゼ）
- イルネス共和国（2014年2月22日・23日、銀座博品館劇場）
  - 出演：加藤浩次（極楽とんぼ） / 六角精児 / 矢作兼（おぎやはぎ） / マンボウやしろ / 秋山竜次（ロバート） / 吉村崇（平成ノブシコブシ）
- イルネス製作所～今世紀最大の発明～（2015年7月4日・5日、東京グローブ座）
  - 出演：加藤浩次（極楽とんぼ） / 六角精児 / 矢作兼（おぎやはぎ） / マンボウやしろ / 秋山竜次（ロバート） / 吉村崇（平成ノブシコブシ）
- エモい女（2022年3月12日・13日、四谷３丁目ドリームシアター）
  - 演出：石原健次
  - ゲスト出演：3月12日ダイノジ / 3月13日ガリットチュウ福島善成

## DVD構成・脚本
- エブナイTHURSDAY 2000
- エブナイTHURSDAY 2001
- ワンナイTHURSDAY
- ワンナイR&R
- 極楽とんぼのテレビ不適合者
- （株）ガレッジ裏テレビ-報道編-
- GARAGE SALE HAND!!2008 城組と暁組
- 0号室の客 DVD-BOX1
- 0号室の客 DVD-BOX2
- イルネス共和国
- イルネス製作所～今世紀最大の発明～

## 書籍
- 0号室の客 HOTEL・POINT（2010年6月初版刊行、ISBN 978-4594061845）